# Csányi János (színművész)
Csányi János (Vác, 1966. február 1. –) Jászai Mari-díjas magyar színész, rendező, színházigazgató, filmproducer.

## Életpályája
1966. február 1-jén született Csányi István és Erdős Mária gyermekeként. 1978–1980 között a Váci Haladás SE sportolója, 1980-ban Cegléden kislabdahajításban országos csúcsot állított be. 1980–1984 között szülővárosában és a fővárosban végezte középiskolai tanulmányait. 1982–1984 között amatőr színész. 1984–1986 között a nyíregyházi Móricz Zsigmond Színház tagja. 1986–1990 között a Színház- és Filmművészeti Főiskola (SZFF) hallgatója Zsámbéki Gábor és Székely Gábor osztályában.
1989-ben belépett a Fideszbe. 1990-ben a Színház- és Filmművészeti Főiskola első diákönkormányzatának elnökévé választották, elfogadták a rektor és a szenátus lemondását és vezetésével létrejött az intézmény új oktatási programja. 1990–1991-ben a Katona József Színház társulatának tagja. 1990-ben kezdeményezte az állandó társulattal működő Soproni Petőfi Színház megalapítását, majd munkatársként felkérte Kiss Csaba író rendezőt, előterjesztésük alapján az Önkormányzat 1991-ben megalapította a színházat, amely a rekonstrukciót követően 1992-től kezdte meg működését.
1991-1997 között szabadfoglalkozású színész, rendező. 1993–1994-ben létrehozta a Szentivánéji álom című produkcióját, melyhez műfordítást és díszlettervet készített, újra írta a Mesterember-jeleneteket és rendezte az előadást. A produkció kiemelkedő szakmai és közönségsikert aratott, számos díjat nyert. A produkció 2007-től az elmúlt negyedszázad 7 legjelentősebb színházi előadásainak egyikeként értettségi tananyaggá vált.
1996-2005 között a Bárka Józsefvárosi Színházi és Kulturális Kht. alapító ügyvezető igazgatója. 1998–1999-ben a színházi átépítés és épületrekonstrukció felelős vezetője. A Bárka Színházat komplex közösségi művészeti műhelyként értelmezte és számos innovációt indított el, többek között létrehozta az első nonprofit közhasznú színházi szervezetet, kiadta az első színházi magazint, a Hajónaplót, a társulaton belül szerzői műhelyt alapított, kidolgozta a szabad-bérlet jegyértékesítési konstrukciót, a nézőtéri területet képzőművészeti kiállítótérré alakította és a színház társulatára építve filmeket hozott létre (például Cseh Tamás életmű sorozat). 2004–2005-ben megalapította a 7 közép-kelet európai ország színházait tömörítő COMET nemzetközi színházi szervezetet, melynek első elnökévé választották.
2005–2006-ban az új debreceni színház szakmai tervezésének vezetője. 2006–2007-ben a debreceni Csokonai Színház igazgatója, létrehozta a Debreceni Színházi Régió programját és vezette a színház szervezeti átalakítását, az engedélyezési tervek elkészítéséig szakmai vezetője volt az új debreceni színház (későbbi Csokonai Fórum) beruházásának, kidolgozta az új Műhelyház építészeti és szakmai terveit, megalapította többek között a Kortárs Dráma (Deszka) Fesztivált, teljes körűen átalakította a színház szervezeti és gazdasági programját, kezdeményezte egy új országos színházi szervezet létrehozását (későbbi Teátrumi Társaság), és művészeti vezetőnek felkérte Vidnyánszky Attilát. 2007-ben Debrecen Város Önkormányzata a közintézmények finanszírozási problémái miatt a fejlesztéseket felfüggesztette, közös megegyezéssel távozott a színház éléről.
2009-től a Károli Gáspár Református Egyetem részvételével a Színház és Film Intézet Nonprofit Kft. (SZFI) alapító igazgatója, mely a színházi és filmes szakképzések oktatási központjaként jött létre. 2011-ben az intézet fenntartásában megalapította a Színház- és Filmművészeti Szakgimnázium és Technikumot. 2015-ben a Corvinus Egyetem korábbi Gazdaságtudományi Karával, valamint a Pécsi Tudományegyetem Művészeti Karával (PTE MK) együttműködve kidolgozta az SZFI és a PTE MK későbbi közös egyetemi szakirányú továbbképzéseit.
2009. május 22-én a Magyar Református Egyház egyesítése, az „Alkotmányozó Zsinat és Ünnep” szimbolikus eseményeinek tervezője és programigazgatója.
2009–2010-ben Szőcs Géza munkatársaként feladatot vállalt a Kulturális Államtitkárság szakmai programjának előkészítésében. 2010-ben kezdeményezte a Nemzeti Kultúráért Egyesület alapítását, mely a Parlament volt felsőházi üléstermében alakul meg és amelynek ügyvezető alelnökévé választották.
2012-ben Szikora Jánossal pályázatot adott be a Vörösmarty Színház vezetésére, melynek stratégiai és fejlesztési igazgatója lett. Itt számos átalakítást és fejlesztést valósított meg és előkészítette az I. Koronázási Ünnepi Játékok programját.
2014-ben a Magyar Művészeti Akadémia köztestületi tagjává vált, majd a Színházművészeti Tagozat köztestületi tagjai közgyűlési képviselővé választották. 2016-ban a Magyarországi Református Egyház által alapított Református Közéleti és Kulturális Alapítvány elnökévé választották.
2018-2021-ig Budapesten a Stefánia úton egy ingatlan nagyberuházás ügyvezető igazgatója. 
2019-ben producerként – a magyar és a lengyel állami televízióval együttműködve - Triptichon címen kezdeményezi a gróf Esterházy Jánosról szóló koprodukciós dokumentumfilmek létrehozását. 2021-ben a sorozat első filmje, az Apám, Esterházy János a Savaria Filmszemlén nagydíjat kap, 2022 nyarán a Magyar Mozgókép Fesztiválon a Triptichon 3 részes TV-filmjét kategóriájában az 5 legjobb film közé választják.
2023-ban Sopron város megbízza a Petőfi Színházat és a Fertőrákosi Barlangszínházat is magában foglaló Pro Kultúra Nonprofit Kft. szakmai átalakításának és fejlesztési terveinek kidolgozásával. 2023-ban Budapesten kezdeményezi a Bárka Színház újra alapítását.
1987-ben feleségül vette Halász Margit írót. Egy fiuk született; Márton (1990). 2007-ben másodszorra is megházasodott, felesége Varga Gabriella színésznő, egy lányuk született, Anna Róza (2009).

## Jelentősebb színházi szerepei
| - Christopher Hampton: Teljes napfogyatkozás....Bíró - Ben Jonson: Volpone....Corbaccio - Ödön von Horváth: Kasimir és Karoline....Kasimir - Ödön von Horváth: Mesél a bécsi erdő....Pincér - Gabnai Katalin: Tüskerózsa....Fekete herceg; II. őr - August Strindberg: Júlia kisasszony - Makszim Gorkij: Nyaralók....Zimin - William Shakespeare: Vízkereszt, vagy amit akartok....Curio - Ratkó József: Segítsd a királyt!....Walter - Dosztojevszkij: Ördögök....Szása, diák | - William Shakespeare: Vízkereszt, vagy amit akartok....Curio nemes úr - Mihail Bulgakov: Kutyaszív....Svonder - Bertolt Brecht: Turandot avagy a szerecsenmosdatók kongresszusa....Si Meh; Ruhakészítők - Ramón del Valle-Inclán: Lárifári hadnagy felszarvazása....Piás Nelo - Anton Pavlovics Csehov: Cseresznyéskert....Jepihodov - Federico García Lorca: Don Cristobal és Donna Rosita tragikomédiája....Moszkitó - Kárpáti Péter: Világvevő....Motoros - Tasnádi István: Titanic vízirevü....Noszti Krisztián |

## Jelentősebb filmszerepei
- Magyar rekviem - Tejfel, rendező: Makk Károly (1991)
- A pályaudvar lovagja - Samu, rendező: Szőnyi G. Sándor (1992)
- A pártütők - Elek, rendező: Sós Mária (1994)

## Színházi és egyéb rendezései
- William Shakespeare: Szentivánéji álom - magán produkció (1994) majd Bárka Színház (1996)
- Csányi János: A játék - Merlin Színház (1993), Bárka Színház (2000)
- William Shakespeare: Rómeó és Júlia - Bárka Színház (2003)
- Magyar Református Egyház - Alkotmányozó Zsinat és Ünnep szimbolikus eseményei és programja, Debrecen (2009)
- Benjamin Britten: Lukrécia meggyalázása - Magyar Állami Operaház (2013)

## Film és rádió rendezései
- Wels–Csányi János: Transzport - rádió rendezés (1996)
- Ady Endre - Csányi János: A fekete zongora 1-2., TV film MTV1 (1996)
- Szt. II. János Pál - Esterházy János - Csányi János: Karácsonyi Dalok Európáért, koncertfilm (2020)

## Filmproduceri munkái
- Dalok időrendben - koncertfilm, Cseh Tamás életmű sorozat, rendező: Mispál Attila (1997-2005)
- Maraton - dokumentumfilm, rendező: Mispál Attila (2001)
- Liberté '56 - játékfilm, rendező: Vidnyánszky Attila (2007)
- Szívdobogás - kisjátékfilm, rendező: Bereményi Géza (2011)
- A magunk erejéből, Turistvándi - dokumentumfilm, rendező: Zsigmond Dezső (2012)

- Karácsonyi dalok Európáért (Szent II. János Pál pápa és Esterházy János gondolataival) - koncertfilm, rendező: Csányi János (2020)
- Apám, Esterházy János - dokumentumfilm, rendező: Zsigmond Dezső (2001)
- Triptichon (Esterházy János élete és öröksége) - dokumentumfilm 3x52’, rendező: Zsigmond Dezső (2021)
- Triptichon (Esterházy János élete és öröksége) - dokumentumfilm 80', rendező: Zsigmond Dezső (2022)
- Triptichon (Esterházy János élete és öröksége) - dokumentumfilm 72’ (lengyel nyelvű változat), rendező: Zsigmond Dezső) (2023)

## Alapító tevékenysége
- Színház- és Filmművészeti Főiskola - I. Diákönkormányzat, alapító elnök (1989-1990)
- Petőfi Sándor Színház (Sopron) - alapítással megbízott (1990-1991)
- Bárka Színház - alapító igazgató (1995-1996)
- Hajónapló - szakmai magazin, alapító felelős kiadó (1996-2005)
- COMET Közép-európai Színházi Szervezet - alapító elnök (2004)
- Kortárs Magyar Drámafesztivál (DESZKA) - alapító igazgató (2006)
- Színház és Film Intézet - alapító igazgató (2009)
- Nemzeti Kultúráért Egyesület - alapító ügyvezető, alelnök (2010)
- Színház- és Filmművészeti Szakgimnázium és Technikum - alapító fenntartó (2011)
- Bárka Színház és Filmműhely - újra alapítás (2023)

## Művei
- A játék - dráma, Nyílt Fórum kötet (1994)
- W. Shakespeare: Szentivánéji álom - műfordítás, Színház lap melléklet (1995)
- W. Shakespeare: Rómeó és Júlia - műfordítás (2003)

## Díjai, elismerései
- A színikritikusok rendezői díja, Szentivánéji álom (1995)
- Jászai Mari-díj (2000)

## Életrajzi könyv
- Bari Károly: Csányi János, színházi ember - Íves könyvek (1996)